# Moselle (voormalig departement)

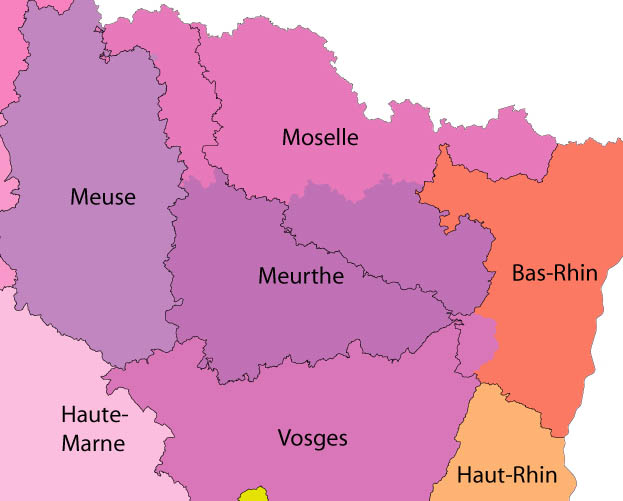
Herschikking van de departementsgrenzen in 1871

Het departement van de Moselle was een Frans departement tussen 1790 en 1871, genoemd naar de rivier de Moezel (Frans: Moselle).
In 1871, bij het verdrag van Frankfurt, stond Frankrijk de Elzas en een deel van Lotharingen af aan het Duitse Rijk. Van het departement van de Moselle werd het arrondissement Briey afgestaan aan het nieuwe departement Meurthe-et-Moselle.
De arrondissementen Château-Salins en Sarrebourg werden van het voormalige departement Meurthe afgescheiden en kwamen ook bij het Duitse Rijk. Uit de van de departementen Meurthe en Moselle geannexeerde gebieden werd het district (Bezirk) Lotharingen gevormd.
Nadat heel Elzas-Lotharingen in 1919 terug bij Frankrijk kwam, werden de oude departementsgrenzen niet hersteld. Het district Lotharingen het nieuwedepartement van de Moezel, dus zonder het in 1871 afgestane arrondissement Briey, dat bij Meurthe-et-Moselle bleef, en met de arrondissementen Château-Salins en Sarrebourg.